# Copăcioasa (okręg Mehedinți)
Copăcioasa – wieś w Rumunii, w okręgu Mehedinți, w gminie Florești. W 2011 roku liczyła 381 mieszkańców.